# Vuelta a Andalucía 2005
La 51ª edición de la Vuelta a Andalucía se disputó entre el 13 y el 17 de febrero de 2005 con un recorrido de 803,8 km dividido en 5 etapas, con inicio en Benalmádena y final en Chiclana de la Frontera. 
Participaron 105 ciclistas repartidos en 15 equipos de siete miembros cada uno de los que solo lograron finalizar la prueba 99 ciclistas.
El vencedor, Francisco Cabello, cubrió la prueba a una velocidad media de 39,101 km/h, imponiéndose igualmente en la clasificación combinada y en la de mejor corredor andaluz. Juan Manuel Gárate logró la clasificación de la montaña y la de metas volantes mientras que la clasificación de la regularidad la obtuvo Serge Baguet.  

## Etapas
| Etapa | Fecha         | Recorrido                       | Km    | Ganador de la etapa   |
| 1ª    | 13 de febrero | Benalmádena-Comares             | 150,5 | Carlos García Quesada |
| 2ª    | 14 de febrero | Antequera-La Zubia              | 165,7 | Serge Baguet          |
| 3ª    | 15 de febrero | Vegas del Genil-Jaén            | 163,8 | Serge Baguet          |
| 4ª    | 16 de febrero | La Guardia de Jaén-Córdoba      | 183,5 | Alessandro Petacchi   |
| 5ª    | 17 de febrero | Sevilla-Chiclana de la Frontera | 153,8 | Alessandro Petacchi   |